# علی‌آباد (بافت)
علی‌آباد یک روستا در ایران است که در دهستان دشتاب شهرستان بافت واقع شده‌است. علی‌آباد ۱۸۴ نفر جمعیت دارد.